# Berthe Bovy
Berthe Bovy, Betty Bovy (ur. 6 stycznia 1887 w Cheratte, zm. 26 lutego 1977) – belgijska aktorka, grająca przez ponad 60 lat w teatrze, filmach i serialach telewizyjnych.
Była córką poety i dziennikarza, Teofila Bovy, urodziła się w miejscowości Cheratte, obecnie obrzeżach miasta Liège. Od wczesnych lat interesowała się aktorstwem, do którego studiowania zachęcał ją ojciec. W latach 1904–1906 studiowała na CNSAD w Paryżu. Od roku 1907 była aktorką Komedii Francuskiej.

## Wybrana filmografia
- 1908 The Assassination of the Duke of Guise
- 1910 On ne badine pas avec l'amour
- 1913 Le Roman de Carpentier
- 1948 D'homme à hommes
- 1948 Les Dernières Vacances
- 1948 L'Armoire volante
- 1949 Fantômas contre Fantômas
- 1950 La Souricière
- 1951 La Maison Bonnadieu
- 1954 L'Affaire Maurizius
- 1956 Le Secret de sœur Angèle